# バスケットボール女子ナイジェリア代表
バスケットボール女子ナイジェリア代表（Nigeria women's national basketball team）は、ナイジェリアバスケットボール連盟により国際大会に派遣される女子バスケットボールのナショナルチームである。
2004年の五輪、2006年の世界選手権それぞれともに初出場を果たした。

## 主な国際大会成績
- オリンピックの成績
  - 2004年 － 11位
- W杯の成績
  - 2006年 － 16位
- アフリカ選手権の成績
  - 優勝（2003, 2005, 2017, 2019, 2021）